# Vrouwenmarathon van Tokio 1997
De Vrouwenmarathon van Tokio 1997 was een marathon voor eliteloopsters op zondag 30 november 1997. In deze negentiende editie van de Tokyo International Women's Marathon kwam de Japanse Makiko Ito als eerste over de streep, in 2:27.45.

## Uitslagen
| rang   | naam             | land | tijd    |
| ------ | ---------------- | ---- | ------- |
| Goud   | Makiko Ito       | JPN  | 2:27.45 |
| Zilver | Joyce Chepchumba | KEN  | 2:28.02 |
| Brons  | Jane Salumäe     | EST  | 2:28.23 |
| 4      | Fatuma Roba      | ETH  | 2:30.39 |
| 5      | Elana Meyer      | RSA  | 2:31.00 |
| 6      | Ari Ichihashi    | JPN  | 2:31.25 |
| 7      | Elena Mazovka    | BLR  | 2:31.49 |
| 8      | Alla Zhilyayeva  | RUS  | 2:32.42 |
| 9      | Susan Hobson     | AUS  | 2:33.38 |
| 10     | Chiharu Sato     | JPN  | 2:33.54 |
| 11     | Yukari Komatsu   | JPN  | 2:34.25 |
| 12     | Nobuko Matsuyama | JPN  | 2:35.04 |
| 13     | Mineko Watanabe  | JPN  | 2:35.13 |
| 14     | Liz Mccolgan     | SCO  | 2:35.45 |
| 15     | Tami Yada        | JPN  | 2:37.16 |
| 16     | Mari Tanigawa    | JPN  | 2:37.49 |
| 17     | Alina Ivanova    | RUS  | 2:38.47 |
| 18     | Miki Tanaka      | JPN  | 2:39.58 |
| 19     | Toshiko Mori     | JPN  | 2:40.21 |
| 20     | Taeko Terauchi   | JPN  | 2:41.28 |
| 21     | Aurica Buia      | ROU  | 2:41.50 |
| 22     | Jian-Fen Wang    | CHN  | 2:42.16 |
| 23     | Yoshiko Fukuchi  | JPN  | 2:42.53 |
| 24     | Yoshiko Yamamoto | JPN  | 2:43.29 |
| 25     | Alina Gherasim   | ROU  | 2:43.52 |

Tokyo International Marathon (alleen mannen)

1981 · 1982 · 1983 · 1984 · 1985 · 1986 · 1987 · 1988 · 1989 · 1990 · 1991 · 1992 · 1993 · 1994 · 1995 · 1996 · 1997 · 1998 · 1999 · 2000 · 2001 · 2002 · 2003 · 2004 · 2005 · 2006

Tokyo International Women's Marathon (alleen vrouwen)

1979 · 1980 · 1981 · 1982 · 1983 · 1984 · 1985 · 1986 · 1987 · 1988 · 1989 · 1990 · 1991 · 1992 · 1993 · 1994 · 1995 · 1996 · 1997 · 1998 · 1999 · 2000 · 2001 · 2002 · 2003 · 2004 · 2005 · 2006 · 2007 · 2008

Tokyo Marathon (beide)

2007 · 2008 · 2009 · 2010 · 2011 · 2012 · 2013 · 2014 · 2015 · 2016 · 2017 · 2018 · 2019 · 2020 · 2021 · 2022 · 2023 · 2024